# Jo Inge Berget
Jo Inge Berget, född 11 september 1990 i Hadeland, är en norsk fotbollsspelare som spelar för Sarpsborg 08.

## Klubbkarriär
Berget lämnade som 18-åring norska Lyn för spel i Udinese. Han slog inte igenom i Italien och återvände hem till Norge för spel i Molde. I januari 2014 värvades han till Cardiff City av sin tidigare tränare i Molde, Ole Gunnar Solskjær. I juli 2014 lånades han ut till skotska Celtic.

### Malmö FF
Den 19 januari 2015 skrev Berget på ett treårskontrakt för Malmö FF. Under sina tre år i klubben spelade han 77 matcher, gjorde 25 mål och vann två SM-guld. Han var också delaktig i att klubben nådde Champions League-gruppspel under säsongen 2015/16, inte minst genom sina två mål mot Celtic i playoffmötet den 25 augusti 2015. Berget vann också med tio gjorda mål klubbens interna skytteliga under säsongen 2017. Den 1 januari 2018 stod det klart att Berget i och med kontraktsutgången lämnade Malmö FF.

### New York City
Den 19 januari 2018 skrev Berget kontrakt med MLS-klubben New York City. Efter en säsong i klubben bröt han kontraktet.

### Återkomst i Malmö FF
Den 7 mars 2019 blev Berget klar för en återkomst i Malmö FF, där han skrev på ett fyraårskontrakt. Efter säsongen 2022 fick Berget inte förlängt kontrakt och lämnade klubben.

### Sarpsborg 08
Efter att varit klubblös ett halvår skrev Berget den 31 augusti 2023 på ett kontrakt över resten av säsongen med Sarpsborg 08. Han gjorde tre mål och en assist på sju ligamatcher under hösten 2023. I december 2023 förlängde Berget sitt kontrakt i klubben med två år.

## Löpstyrka
Berget har gjort sig känd för sin löpstyrka. Under bortasegern mot Norrköping 2016 löpte han 63% mer än genomsnittet i MFF, i andra matcher 2017 löpte han ungefär 25% mer än lagkamraterna. Fram till 14 års ålder tävlade han i skidåkning.

## Landslagskarriär
Berget har tidigare spelat för Norges U21-landslag. Han debuterade för A-landslaget den 18 januari 2012 i en 1–0-vinst över Thailand.

## Meriter
Strømsgodset
- Norsk cupvinnare: 2010

 Molde
- Norsk mästare: 2011, 2012
- Norsk cupvinnare: 2013

 Malmö FF
- Svensk mästare: 2016, 2017, 2020, 2021
- Svensk cupvinnare: 2022